# Worldwide Soccer '97
Worldwide Soccer '97, também conhecido como Worldwide Soccer para o PC e como Victory Goal Worldwide Edition no Japão, é um jogo eletrônico de futebol desenvolvido pela pela Sega que foi lançado para PCs e para o Sega Saturn em 1997. Ele é o sucessor de Victory Goal que mais tarde foi sucedido por mais três títulos: Sega Worldwide Soccer '98, para o Sega Saturn, e de duas edições para o Dreamcast, com os nomes Worldwide Soccer 2000 e o Worldwide Soccer 2000 Euro Edition.
Ele foi um dos grandes jogos eletrônicos de futebol de sua época, no auge da popularidade do Sega Saturn. O jogo contém seleções de vários países com ligas  e play-offs de modos de torneio real. Apesar de utilizar nomes fictícios de jogadores (devido à falta de licenças autorais), a memória do Saturn permitia a edição de nomes. O único jogador com o nome licenciado para o jogo foi Cobi Jones que é ex-jogador da seleção americana de futebol e que participou da Copa do Mundo de 1994. Os uniformes eram os mais fiéis possíveis das seleções de 1996. A jogabilidade também foi bem recebida pela crítica, e foi o considerado o melhor jogo de futebol até o lançamento de ISS 64 (International Super Star Soccer 64) para o Nintendo 64. Mais tarde Worldwide Soccer foi lançado para o PC.
Um ponto positivo do simulador era a possibilidade de editar o nome dos jogadores, que vinham de fábrica completamente modificados. Os uniformes das seleções tinham detalhes que se aproximavam aos originais da época. A jogabilidade era uma das melhores daquele período.